# 2012 (фільм)
«2012» — американський фантастичний фільм-катастрофа 2009 року режисера та співсценариста Роланда Еммеріха.
Головні ролі виконали: Джон К'юсак, Чиветел Еджіофор, Аманда Піт, Олівер Платт, Тенді Ньютон, Денні Гловер і Вуді Харрельсон. Продюсером фільму стала студія Sony Pictures, дистриб'ютором — Columbia Pictures. Зйомки почалися в серпні 2008 року у Ванкувері, хоча спочатку планувалося зняти в Лос-Анджелесі.
Сюжет оповідає про письменника Джексона Кертіса, який у вільний час підробляє водієм у російського олігарха; він намагається привести свою сім'ю в притулок на тлі подій геологічної та метеорологічної глобальної катастрофи. Фільм містить посилання на майянізм, зокрема, на мезоамериканський календар довгого рахунку, та оснований на феномені 2012 року і його ролі у гіпотетичних катастрофічних подіях, що розгортаються в 2012 році.
Після тривалої маркетингової кампанії, що включало створення вебсайту з точки зору головного героя, і сайт вірусного маркетингу, на якому кінолюбителі могли зареєструватися для отримання лотерейного номера, що врятував би їх від подальшої катастрофи, фільм вийшов на міжнародному рівні 9 жовтня 2009 р. Критики дали 2012 переважно змішані відгуки, похваливши спецефекти і темний тон в порівнянні з іншою роботою Еммеріха, але критикували сценарій і 158-хвилинну довжину. Однак, блокбастер отримав величезний комерційний успіх і став одним з найкасовіших фільмів 2009 року.
Прем'єра фільму в Україні — 12 листопада 2009 року.

## Сюжет
У 2009 році американський геолог Хелмслі приїжджає в Індію до свого друга, астрофізика Сатнаму, який проводить дослідження в мідному руднику завглибшки 3,5 кілометра і виявляє, що спалахи на Сонці створили найсильніший потік нейтрино за весь час спостережень. При цьому ці нейтрино при досяганні Землі перетворюються на якісь нові частинки і розігрівають ядро планети наче мікрохвилі, причому температура росте дуже швидко. Едріан інформує Карла Анхойзера, голову адміністрації президента, і самого президента США Томаса Уїлсона про те, що цей розігрів викличе ланцюгову реакцію, що неминуче призведе до глобального катаклізму.
На саміті G8 в 2010 році президент США за відсутності сторонніх (навіть перекладачів) інформує лідерів інших держав про майбутню катастрофу. Вони вирішують почати секретний проєкт з забезпечення збереження людської раси; їх розмістять на спеціально побудованих в горах Китаю гігантських кораблях, названих «ковчегами» (проте з 9 запланованих кораблів у строк вдається побудувати лише 4, їх місткості вистачає на порятунок 400 000 чоловік). Для фінансування проєкту дозволено продавати «квитки» багатим людям за ціною 1 млрд євро за людину.
У 2011 році починається відбір творів мистецтва, що переживуть катастрофу. Серед них картина Леонардо Да Вінчі — Мона Ліза; при відправленні її замінюють на ідентичну копію.
У 2012 році письменник-фантаст з Лос-Анджелеса Джексон Кертіс, який підробляє водієм лімузина у російського мільярдера Юрія Карпова, забирає своїх дітей на вихідні у своєї колишньої дружини Кейт і їде з ними в національний парк Єллоустон; Кейт з дітьми живуть у її нинішнього бойфренда, Гордона Зільбермана, пластичного хірурга і льотчика-любителя. Під час поїздки Кертіс з дітьми стикається з підрозділом армії США (втім, його і дітей відпускають завдяки втручанню доктора Хелмслі). Потім вони зустрічають конспіролога Чарлі Фроста. Фрост подорожує у фургоні і веде своє власне радіошоу прямо з парку Йєллоустон, присвячене прийдешньому кінцю світу, який, згідно прогнозам майя, повинен відбутися наприкінці 2012 року. Фрост повідомляє Кертісу про те, що у нього зберігається карта, на якій відзначено секретне місце будівництва ковчегів.
Наступного дня Кертіс з дітьми повертається додому, але в цей час по всій Каліфорнії починаються землетруси і розломи земної поверхні. Кертіс розуміє, що Фрост мав рацію, і орендує невеликий приватний літак. Він забирає колишню дружину, дітей і Гордона і, завдяки навичкам пілота, Гордону вдається злетіти на літаку з злітної смуги. Лавіруючи між естакадами, хмарочосами, вибухами і вилітаючих з тунелів поїздами метро, вони спостерігають, як Лос-Анджелес занурюється в Тихий океан.
У той час коли повідомляється про руйнівні землетруси по всій Землі (показується обвалення статуї Христа Спасителя в Ріо-де-Жанейро), група летить в Єллоустонський парк, щоб забрати карту у Фроста. У парку вивергається гігантський вулкан, в результаті виверження Фрост гине від попадання в гору, на якій він стояв, величезної вулканічної бомби. Кертіс встигає знайти карту у фургоні Фроста і полетіти з групою. Виявивши, що місце споруди ковчегів, Китай, група приземляється в зруйнованому Лас-Вегасі, щоб знайти літак, здатний перелетіти через Тихий океан і дістатися до Китаю. Там вони зустрічають Юрія Карпова з синами, коханою Тамарою (яка виявляється колишньою пацієнткою Гордона) і особистим пілотом Сашком. Карпов вже придбав квитки на один з «ковчегів», до якого він збирався дістатися на особистому літаку, але через поломку шасі (його механік тікає, почувши про хмару попелу з Йеллоустонського супервулкана) літак не може злетіти. Саша знаходить готовий до зльоту вантажний літак Антонов-500 (український 6-моторний Ан-225 «Мрія»), але для зльоту необхідний другий пілот. Ним змушений стати Гордон, і група відлітає разом з Карповими, вчасно рятуючись від наступу попелу.
Також з Вашингтона до «Ковчега» вирушає борт номер 1, на якому знаходяться Едріан, Анхойзер і дочка президента Вілсона Лора. Сам президент відмовляється залишити Вашингтон. Повідомивши в своєму останньому виступі правду про розпочату катастрофу, він гине разом з усіма під уламками авіаносця «Дж. Ф. Кеннеді», кинутого ударом гігантського цунамі на Білий Дім. Оскільки загинув також віце-президент США, а спікер Палати Представників пропав безвісти, главою уряду себе оголошує Анхойзер.
У той час, як Кертіс з сім'єю і Карповими летять до «Ковчега», з'ясовується, що прем'єр-міністр Італії теж залишився на батьківщині. Він також гине разом з родиною через обвалення Собору Святого Петра, викликаного землетрусом у Ватикані. Після підводних землетрусів виникають гігантські цунамі, які незабаром накривають всі континенти.
В цей час група летить на дозаправку на Гавайські острови, однак весь архіпелаг охоплено вогнем через виверження вулканів, тому пілоти вирішують приводнитися в Південно-Китайському морі. Але в результаті тектонічних зрушень земної кори і зміни положення полюсів (зокрема Південний полюс опиняється на території колишнього штату Вісконсін) шлях літака в Китай виявляється набагато коротшим, ніж очікувала група. Через поломку двигунів посадка завершується катастрофою літака, в якій гине пілот Саша (пізніше Карпов звинувачує Тамару в тому, що той був її коханим). Решта учасників рятуються, вискочивши на ходу з літака на автомобілі Бентлі з голосовим управлінням. Групу знаходять вертольоти Народно-визвольної армії Китаю (Мі-26), що перевозять на «ковчеги» тварин, однак виявляється, що квитки на ковчег є тільки у Карпова і двох його синів, яких і забирають вертольоти. Залишившись на дорозі, родину Кертіса підбирає буддійський чернець Ньіма, що везе на «ковчег» своїх бабусю і дідуся. Група добирається до «ковчегів» і потрапляє всередину одного з них через гідравлічну систему закриття воріт «ковчега» за допомогою брата ченця, який працював на будівництві «ковчегів». Один з чотирьох готових «ковчегів» виявляється пошкодженим в результаті землетрусу, і вантаження відбувається тільки на три судна.
Тим часом астрофізик Сатнам гине разом зі своєю родиною в Індії від цунамі, встигаючи перед цим зателефонувати Едріану. Виявляється, що це цунамі набагато ближче до «Ковчега», ніж очікувалося. Тому Анхойзер наказує закрити ворота «ковчега», не чекаючи посадки всіх людей (попри те, що всі вони вже заплатили по 1 мільярду євро за квитки). У тисняві пара десятків людей гине, зірвавшись з висоти; але Кертіс і його супутники встигають потрапити всередину. Едріану вдається переконати лідерів «великої вісімки» впустити на «ковчеги» людей, причому глави Росії та Китаю підтримують його першими. Незабаром всередині «ковчега» гине Гордон, якого затягує в механізми закриття-відкриття воріт. Коли посадка вже закінчується, Юрій Карпов встигає посадити на ворота свого сина Алека і зривається вниз, в стрибку закинувши його брата Олега. При закритті ворота блокуються в напіввідкритому стані, і в момент удару цунамі відсіки поблизу воріт, в яких знаходяться Кертіс і його супутники, виявляються затоплені й ізольовані від інших відсіків. Оскільки ворота не закриті, «ковчег» не може запустити свої двигуни. У воді, яка заповнила відсік, гине Тамара, встигнувши перекинути Ліллі та свою собачку через перегородку. Слідуючи вказівкам Едріана, Кертіс і його син Ной під водою звільняють механізм від блокування, і ворота закриваються, дозволивши ковчегу уникнути некерованого зіткнення з горою Еверест.
Коли затоплення Землі зупиняється, виявляється, що, за даними з супутників, найвищою точкою Землі стали Драконові гори на півдні Африки, які не зазнали затоплення. «Ковчеги» вирушають до Мису Доброї Надії. На 27 день нової ери захисні щити на палубах відкриваються, і люди виходять на свіже повітря. Вони бачать червонувате небо з вогняними хмарами, що приховують Сонце. Пізніше показується Земля зі зміненими обрисами материків, найбільшим з яких стає Африка; на місці ж Азії (за винятком Близького Сходу) простягається безкрайній океан.

### Альтернативний фінал
Альтернативний фінал можна побачити у випуску фільму на DVD. Після того, як капітан «Ковчега 4» Майклз оголосив, що вони прямують до мису Доброї Надії, Адріан дізнається телефоном, що його батько Гаррі та друг Гаррі Тоні пережили мегацунамі, яке перекинуло їхній круїзний лайнер «Генезис». Адріан і Лора зав’язують дружбу з родиною Кертісів, Кейт дякує Лорі за турботу про Ліллі. Лора каже Джексону, що їй сподобалася його книга «Прощавай, Атлантидо», а Джексон і Адріан розмовляють про події всесвітньої кризи. Карл просить вибачення в Адріана та Лори за свої недбалі дії. Джексон повертає мобільний телефон Ною, який він знайшов під час потопу в «Ковчезі 4». Нарешті ковчег знаходить корабель «Генезис», що зазнав аварії, і тих, хто вижив, на березі моря.

## Ролі
| Роль             | Актор            | Актор українського дубляжу |
| Джексон Кертіс   | Джон К'юсак      | В'ячеслав Гіндін           |
| Кейт Кертіс      | Аманда Піт       | Наталя Романько            |
| Ґордон Зілберман | Томас МакКарті   | Андрій Твердак             |
| Адріан Гелмслі   | Чиветел Еджіофор | Дмитро Гаврилов            |
| Карл Ангойзер    | Олівер Платт     | Євген Пашин                |
| Юрій Карпов      | Златко Бурич     | Олександр Бондаренко       |
| Чарлі Фрост      | Вуді Гаррельсон  | Михайло Жонін              |
| Президент Вілсон | Денні Ґловер     | Олександр Ігнатуша         |
| Лора Вілсон      | Тенді Ньютон     | Юлія Перенчук              |
| Саша             | Йоган Урб        | Михайло Тишин              |
| Професор Вест    | Джон Біллінґслі  | Ярослав Чорненький         |
| Німа             | Осрік Чау        | Павло Скороходько          |
| Бабуся Сонам     | Ліза Лу          | Ніна Касторф               |
| Гаррі Гелмслі    | Блу Манкума      | Микола Карцев              |
| Тоні Дельґато    | Джордж Сіґал     | Олег Комаров               |
| Капітан Майклз   | Стівен МакГетті  | Микола Боклан              |
| Роланд Пікард    | Патрік Бошо      | Юрій Гребельник            |
| Сатнам Тсурутані | Джимі Містрі     | Дмитро Сова                |
| Лама Рінпоч      | Генрі О          | Анатолій Барчук            |
| Скотті           | Райан МакДональд | Дмитро Завадський          |
| Радіоведучий     | Майкл Баффер     | Юрій Ребрик                |
| Телеведучий      | Марк Дочерті     | Михайло Войчук             |

Переклад: Федора Сидорука

Режисер дубляжу: Анна Пащенко

Асистент режисера: Євгенія Захваткіна

Звукорежисер: Фелікс Трескунов

Координатор проєкту: Лариса Шаталова

Фільм дубльований компанією «Невафільм Україна». Київ, 2009 р.

## Виробництво

### Знімання
Сет Роген відмовився від ролі Едріана Хелмслі.
Як заявив Еммеріх, серед кількох відомих і історичних споруд світу, обраних для того, щоб бути знищеними у фільмі, була і Кааба в Мецці — місце, до якого звертають своє обличчя мусульмани всього світу під час молитви, і де під час хаджу здійснюється обряд таваф. Однак у зв'язку з пропозицією Клозера, який сказав, що він не хотів би, щоб проти нього виносилася фетва через фільм, Кааба була прибрана зі списку.
Коли Джексон (Джон Кьюсак) забирає хлопчиків російського олігарха, особняк, до якого він під'їжджає, це маєток Флер де Лис (Fleur de Lys) в районі Бел Еар і Беверлі-Гіллз. Він коштує сто двадцять п'ять мільйонів доларів, це був один з найдорожчих об'єктів нерухомості в країні на той час.
У фільмі Нью-Йорк був затоплений влітку 2012-го. У реальному житті Нью-Йорк реально затопило через наслідки урагану Сенді в жовтні 2012 року.

### Неточності
У новинах повідомлення про заворушення в Лондоні засновані на кадрах з масовими податковими протестами, проте сталися вони в 1989 році.

### Реліз
Деякі кінотеатри розпочали показ фільму о 20:12 (8:12 вечора).

## Сприйняття
Оцінка на сайті IMDb — 5,8/10,, КиноПоиск — 6,9/10.
Фільм заборонений у Північній Кореї, тому що в 2012 році виповнюється 100 років від дня народження Першого Великого Вождя Кім Ір Сена. Кілька людей були заарештовані за перегляд піратських копій фільму.

## Цікаві факти
- Вчені з НАСА визнали кінострічку «2012» найбільш антинауковим фільмом за останні роки, як такий, що демонструє найбільшу кількість наукових помилок та відвертих вигадок.[9].
- Одну з головних ролей в епізодах про руйнування Лас-Вегаса у фільмі «2012» зіграв Ан-225 «Мрія». Для фільму створили фотореалістичну копію цього літака — першу у світі комп'ютерну модель Ан-225 «Мрія» з найвищим рівнем деталізації. У фільмі присутні кілька неточностей (а, можливо, автори справді вірили, що українські літаки щороку проходять «абґрейд» — події, як-не-як, відбуваються у недалекому майбутньому), а саме: значно зменшений по довжині вантажний відсік і неіснуючий хвостовий вантажний люк (насправді відкидається вгору вся передня частина літака, без урахування кабіни). Також на борт літака нанесений напис «ANTONOV 500» і прапор країни Азербайджан.

## Виноски
1. ↑  Top Lifetime Grosses — 1999.
2. ↑  Person Profile // 2012 — 1990.
3. ↑  John Cusack set for 2012. Архів оригіналу за 9 липня 2008. Процитовано 9 липня 2008.
4. ↑   Orange, B. Alan.EXCLUSIVE VIDEO: Watch the Alternate Ending for '2012'!". MovieWeb. Архів з оригіналу за 18 грудня 2013.
5. 1 2 3 4 5 6  2012
6. ↑  2012
7. ↑  2012
8. ↑  2012. Архів оригіналу за 24 грудня 2016. Процитовано 15 червня 2017.
9. ↑  «2012» — самый антинаучный фильм последних лет. «Гаттака» — самый научный. Архів оригіналу за 13 січня 2012. Процитовано 3 січня 2011.